# Warner (Oklahoma)
Warner es un pueblo ubicado en el condado de Muskogee en el estado estadounidense de Oklahoma. En el año 2010 tenía una población de 	1641 habitantes y una densidad poblacional de 497,27 personas por km².

## Geografía
Warner se encuentra ubicado en las coordenadas 35°29′39″N 95°18′29″O / 35.49417, -95.30806 (35.494085, -95.308179).

## Demografía
Según la Oficina del Censo en 2000 los ingresos medios por hogar en la localidad eran de $22,500 y los ingresos medios por familia eran $27,596. Los hombres tenían unos ingresos medios de $24,479 frente a los $14,960 para las mujeres. La renta per cápita para la localidad era de $10,696. Alrededor del 25.3% de la población estaban por debajo del umbral de pobreza.